# Camino de Horus
El camino de Horus unía Egipto con Asia, llevaba desde Suez a la ciudad de Rafah, en Gaza. Estaba protegido por once fortines construidos durante las dinastías Dinastía XVIII y Dinastía XIX, entre 1560 a. C. y 1081 a. C., que servían tanto para su defensa como de puestos de vigilancia de la frontera oriental del país. Estas fortalezas estaban apoyadas por un complejo sistema de graneros y pozos, y se situaban a una jornada de distancia uno de otro, lo que permitía al ejército (o a los mercaderes) cruzar la península del Sinaí de manera segura, y fueron considerados tan importantes que se representaron en el templo de Seti I en Karnak, (Tebas). 
El Consejo Superior de Antigüedades, un organismo oficial de Egipto, ha organizado un proyecto en el que participan misiones científicas de Argentina, Francia, Austria, Canadá, Suiza, Inglaterra y los Estados Unidos, bajo la coordinación de Mohamad Abdel-Maqsoud, director general de antigüedades del Sinaí y el Bajo Egipto, ya que el patrimonio arqueológico puede ser alterado por la construcción de los conductos del canal de agua dulce "Salam" (Paz), que se construyen paralelos al Mediterráneo para irrigar miles de hectáreas de desierto.

La Vía Maris (violeta), el Camino de los Reyes (rojo) y otras rutas comerciales antiguas, c. 1300 a. C.

## La ruta
La ruta de Horus constaba de once ciudadelas sobre el mismo camino para defender Egipto contra posibles ataques desde Siria. Sus murallas indican la importancia estratégica y bélica que se les dio, ya que la de cada una de los fuertes mide alrededor de 185 m de largo, 4 m de alto y de 4 a 6 m de ancho. Dentro estaban los alojamientos para la guardia y el resto de dependencias. Eran fortalezas de tipo asiático, con numerosos torreones. En algunas, el muro exterior forma una pendiente que le da una mayor resistencia en la base; las puertas estaban defendidas por bastiones y podían estar ocultas por un corredor que daba acceso a una segunda puerta. 
También hay restos de cerámicas pertenecientes a la época de los hicsos, lo que significa que esta ruta se utilizaba en todas las épocas. En cuanto a la segunda fortaleza, se ha descubierto que fue restaurada durante la conquista persa, en el siglo IV a. C. La ruta la usaron todos los que salían hacia el este, como Senusert (dinastía XII), Ahmose de la dinastía XVIII, Ramsés II, etc. Los egipcios tenían la ventaja de contar con el Nilo como un medio de transporte eficaz, y usaban uno de los siete brazos que tenía el río: el que llegaba hasta el Sinaí, el brazo de Pelusium.
Las fortalezas fueron construidas tras la expulsión de los hicsos, los primeros invasores que procedentes de Siria barrieron al ejército egipcio con sus carros hacia el 1850 a. C., y gobernaron durante 200 años en el Delta (dinastías XV XVI), aunque no pudieron doblegar el Alto Egipto (dinastía XVII).
La ruta es mencionada en varios textos referentes a la guerra contra los hicsos que figuran en una estela del templo de Seti I en Karnak, hay una descripción de la 'ruta militar Horus' en un texto escrito bajo Tutmosis III y en un papiro sobre la guerra del faraón Amosis. 
Un ramal de este camino llevaba a las minas situadas a sur del Sinaí.

## Tell el-Ghaba
Tell el-Ghaba estaba situado junto a una laguna regada por el brazo pelusíaco del Nilo, en la llanura del norte del Sinaí. Su posición era estratégica: en el límite oriental del Delta, cerca del Camino de Horus y del puerto de Pelusio y sobre el cordón litoral que separa los pantanos costeros de la laguna interior. 
Se han encontrado los restos de una torre de 500 m² construida con adobe, que está siendo estudiada por la investigadora argentina Perla Fuscaldo. Las primeras construcciones que tenían paredes de caña, fueron sustituidas por un edificio de adobe hecho sin cimientos, que contaba con seis salas (una de almacenamiento) y dos hornos. En otras áreas se están descubriendo los restos de otros edificios, algunos muy posteriores. 
Entre los hallazgos, figuran restos de pescado de agua dulce, de aves y ganado lanar. También piedras de moler, alfarería hecha con arcilla del Nilo, una estatuilla de arcilla que representa a un hombre a caballo, un afilador de cuchillos de piedra pómez, cuentas de fayenza y hueso y un collar hecho con dos hileras de bolitas de oro de un milímetro de diámetro.
También se han encontrado objetos importados de Canaán, Siria, Chipre y otros lugares: perfumeros y jarritas para ungüentos, ánforas para vinos y aceite, y pesas para balanza que apuntan a la importancia del comercio.

## Al-Farama
Al-Farama, llamada Pelusium por los griegos, estaba situada en el extremo del brazo pelusiaco del Nilo, defendiendo el extremo oriental del Delta. En épocas de paz, la ciudad era un foco comercial de gran importancia, y con los ptolomeos se convirtió en el segundo puerto en importancia tras Alejandría, punto de destino de las rutas del Mediterráneo oriental, que negociaban allí, así de las caravanas procedentes de Canaán, cuyas mercaderías continuaban en barcos hasta sus diferentes destinos.
Por Heródoto y Estrabón se conoce su importancia portuaria, así como descripciones de los almacenes y aduanas y el conocimiento de su industria textil y cerámica, pero hasta el momento solo se han encontrado restos de la ciudad romana: una fortaleza, hipódromo, teatro, baños. De la anterior ciudad solo se han encontrado un muro del puerto, la necrópolis y restos del puerto. 
La fortaleza actual está construida sobre los restos de una incendiada durante la invasión persa, hacia el 619 a. C. Mide 200 por 400 m, con paredes de hasta 30 m de ancho, y consta de 36 torres, disponiendo de tres puertas. 

## Tharo
La primera fortaleza del camino era el castillo de Tharo (Tell el-Habuwa). Situada a 3 km al este de lo que ahora es el canal de Suez y a 6,5 km del litoral mediterráneo, Tharo era la primera parada del ejército egipcio cuando salía hacia el este del país, y la más antigua del camino. En las últimas décadas se han investigado las ruinas de esta fortaleza, en las que un templo descubierto en 2001, confirma que el dios Horus era el protector de la región. También se han localizado dos figuras de Horus y una paleta de piedra caliza grabada con una escena de un príncipe llamado Nahsi presentándose ante el dios Baneb Jed.
La alcazaba ocupaba una superficie de 150 m², y tenía almacenes, silos, templos, palacios y cuadras, todo ello rodeado por una muralla de seis metros de espesor y cuatro de altura. Todo ello estaba construido con ladrillos de adobe. El fuerte estaba formado por cuatro torres de planta cuadrada y almenadas. El área total es de unos 400 m², con un pequeño lago artificial en la zona sur que servía de protección.
El secretario general del Consejo Supremo de Antigüedades, Zahi Hawass, señala la importancia de los grandes almacenes, capaces para albergar toneladas de alimentos. 

Esto confirma que la fortaleza fue la bodega central de abastecimiento del ejército faraónico encargado de custodiar la frontera este de Egipto.

También afirma que Tharo está edificada sobre un asentamiento del tiempo de los hicsos (dinastía XIII a XVIII), lo que demuestran varios objetos: un sarcófago de granito, dos momias de mujeres y alfarería. Las dos momias, una recostada y la segunda con las manos cruzadas sobre el pecho, están datadas de finales de la época de los hicsos.
Los arqueólogos egipcios que la investigan, han encontrado restos de lava en la fortaleza, que se calcula son del año 1500 a. C., fecha en que se produjo la erupción del volcán de Santorini

## Al-Arish
Al Arish, la ciudad de las palmas, era la fortaleza oriental del camino. Rica en recursos naturales y de un gran valor estratégico, fue el punto de partida de la invasión hicsa, y los faraones de las dinastías XVIII y XIX la ampliaron y mantuvieron en ella unidades militares, excavando pozos y estableciendo medidas de seguridad aduanera, medidas relatadas por Seti en la sala hipostila del templo de Karnak. 
Al-Arish se ha mantenido como puerta oriental de Egipto hasta la actualidad, excepción hecha del periodo 1956 - 1967, en que estuvo bajo control israelí

## Otras alcazabas
Otros fortines conocidos, pertenecientes al camino, fueron las fortalezas de Magdolos (Al-Herr), Sile (Abu Seifa) y Gerra (Mahammediya).

## Ruta de los Filisteos
El camino de Horus formaba el primer tramo de la ruta de los filisteos o Vía Maris, que unía Menfis con Damasco, donde se unía al Camino de los Reyes.